# RCTV

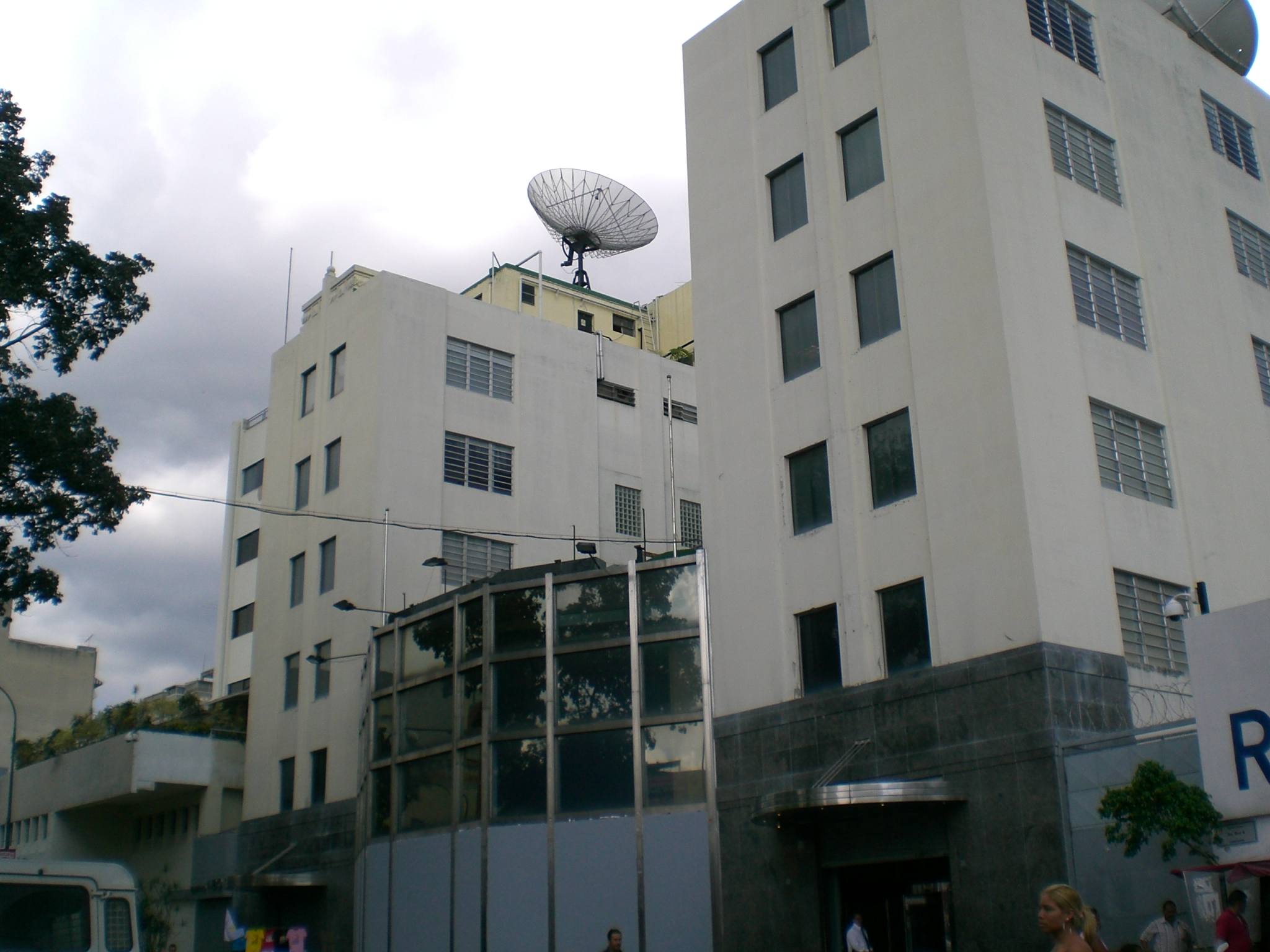
RCTV:s huvudkontor i Caracas

Radio Caracas Televisión Internacional (RCTV Internacional) är ett venezuelansk kabel-TV-nätverk med huvudkontor i Quinta Crespo, Caracas. Det grundades den 18 augusti 1953 och omtalas ibland som Canal de Bárcenas.